# Omlyd (islandsk)
Omlyd er en type lyde, der benyttes i islandsk. Næsten alle ordklasser viser dem i større eller mindre grad.

## A-omlyd
Denne er den ældste omlyd, og den forefindes i alle germanske sprog, med en mulig undtagelse af gotisk. Den findes i to udgaver:
i > e (f.eks. niður vs. neðan).
u > o. Eksempler er fugl (f.eks. engelsk fowl) og stofa (f.eks. tysk Stube).
Denne omlyd er ikke længere produktiv.

## U-omlyd
Den vigtigste u-omlyd, og den eneste som spiller en rolle i nutidssproget finder sted når stammevokalen a ændres til ö pga. et u i den næste stavelse. Dette berører kun a, ikke á eller au. Som eksempler anføres:
tala—tale > (við) tölum—(vi) taler
fara—gå > (við) förum—(vi) går
På oldislandsk lød dette
a > ǫ. Eksempel: *landu > lǫnd.
Hvis man har en stavelse mellem a-et og u-et bliver a-et uaffekteret, dog med undtagelsen forneden.
Hvis man har to a-er før u-et, så bliver det første a til ö og det senere til u. Et eksempel er fagnaður (glæde)  > fögnuðum, (dativ, plural).
Undtagelser til det sidstnævnte er en del låneord, f.eks. banani (banan) > banönum (dativ plural) og Arabi (Araber) > Aröbum (også dativ plural).
Historisk set har man haft fire former til af u-omlyden, men disse spiller ingen rolle nu. De skal dog anføres for fuldstændighedens skyld.
á > ǭ. Eksempel: *sāru > sǭr > sár, dvs. flertallet af sår.
e > ø. Eksempel: reru > røru > reru (roede).
i > y. Eksempel: *trigguʀ > tryggr > tryggur (loyal).
í > ý. Eksempel: *Tῑwaʀ > *Tῑuʀ > Týr (guden Týr).

## I-omlyd
I-omlyden er lidt mere kompliceret, men den består af de følgende vokalændringer.
a > e
á > æ
e > i
o > e
ó > æ
u > y
ú, jú og jó > ý
au > ey
Mindre kendte omlyde, som ikke længre er produktive og er blevet gjort om igen er:
o > ø
ǫ > ø

## Andre omlyd
Historisk fandtes der en række andre omlyd, som vi nævner her,
IR-omlyd
J-omlyd
R-omlyd
G-k-omlyd
W-omlyd
men disse er meget mere begrænsede i deres omfang, har haft den samme effekt som de andre omlyde som beskrevet foroven og er i flere tilfælde blevet reverterede.